# Первомайское (Хабарский район)
Первомайское — упразднённый посёлок в Хабарском районе Алтайского края России. Располагался на территории современного Новоильинского сельсовета. Точная дата упразднения не установлена.

## География
Располагался в 3,5 км к востоку от села Новофёдоровка.

## История
Основан в 1925 году. В 1928 г. посёлок Первомайский состоял из 39 хозяйств. В составе Ново-Ильинского сельсовета Хабаровского района Славгородского округа Сибирского края.

## Население
В 1926 г. в посёлке проживало 222 человека (112 мужчин и 110 женщин), основное население — украинцы.